# Józef Kuligowski
Józef Kuligowski vel Kulik (ur. 12 marca 1898 w Strychu, zm. 17–21 kwietnia 1940 w Kalininie) – żołnierz Wojska Polskiego, posterunkowy Policji Państwowej, kawaler Orderu Virtuti Militari, ofiara zbrodni katyńskiej.

## Życiorys
Syn Szczepana i Józefy z Sadurskich urodzony 12 marca 1898 we wsi Strych, w ówczesnym powiecie garwolińskim guberni siedleckiej. W latach 1906–1910 uczęszczał do szkoły ludowej w Maciejowicach, a po jej ukończeniu pracował na roli. 

Od 20 czerwca 1919 w odrodzonym Wojsku Polskim, uczestniczył w walkach wojny polsko-bolszewickiej. Służył w 10 pułku artylerii polowej. W dniu 24 maja 1920 szczególnie się odznaczył w bitwie pod Mariampolem. Opis okoliczności uzyskania Orderu Virtuti Militari: 

24 maja 1920 r. pierwszy pluton 3 baterii 10 pap, na pozycji w folwarku Mariampol podczas ataku nieprzyjaciela, gdy piechota własna zmuszona była do cofnięcia, dostał się pod silny ogień kaemów i rkm. Kanonier Kuligowski, celowniczy 1 działa, do końca pełnił swoją funkcję. Ogień z jego działa zniszczył nieprzyjacielskie stanowisko kaemów. Kanonier Kuligowski wytrwał na posterunku do rozkazu zaprzodkowania działa. Za niezłomną odwagę, zimną krew, bohaterską walkę do końca odznaczony został Orderem VM 5 kl..

Przeniesiony do rezerwy w 1922 w stopniu kaprala.
Od 22 marca 1922 służył w Policji Państwowej, początkowo w województwie tarnopolskim, w latach 1929–1939 w Łodzi, w 1939 w IV Komisariacie. W sierpniu 1939 zmobilizowany do 10 pułku artylerii lekkiej.
W nieznanych okolicznościach, po agresji ZSRR na Polskę (17 września 1939), dostał się do sowieckiej niewoli i został osadzony w obozie w Ostaszkowie. 13 kwietnia 1940 został przekazany do dyspozycji naczelnika Zarządu NKWD Obwodu Kalinińskiego. Między 17 a 21 kwietnia 1940 został zamordowany w Kalininie (obecnie Twer) i pogrzebany w Miednoje. Od 2 września 2000 spoczywa na Polskim Cmentarzu Wojennym w Miednoje.
Służbowy znaczek ewidencyjny nr 1441/II należący do Józefa Kuligowskiego został odnaleziony przez ukraińskich archeologów w 2010 w czasie wykopalisk masowych grobów z latach 1940–1941 na terenie byłego więzienia we Włodzimierzu.
Postanowieniem nr 112-52-07 Prezydenta RP Lecha Kaczyńskiego z 5 października 2007 został awansowany pośmiertnie na stopień aspiranta Policji Państwowej. Awans został ogłoszony 10 listopada 2007 w Warszawie, w trakcie uroczystości „Katyń Pamiętamy – Uczcijmy Pamięć Bohaterów”.
W 1921 zawarł małżeństwo z Kazimierą Tamborską z Łodzi, z którą miał ośmioro dzieci: Halinę (ur. 1922), Gerarda Cypriana (ur. 1925), Dominikę Józefę (ur. 1927), Otylię Kazimierę (ur. 1929), Aleksandra Adama (ur. 1931) i Józefa Ignacego (ur. 1933).

## Ordery i odznaczenia
- Krzyż Srebrny Orderu Virtuti Militari nr 679 – 28 lutego 1921[9][4]